# アルビオーロ
アルビオーロ（イタリア語: Albiolo）は、イタリア共和国ロンバルディア州コモ県にある、人口約2,700人の基礎自治体（コムーネ）。

## 地理

### 位置・広がり
コモ県のコムーネ。県都コモから西へ12kmの距離にある。

#### 隣接コムーネ
隣接するコムーネは以下の通り。
- ファロッピオ
- オルジャーテ・コマスコ
- ソルビアーテ・コン・カーニョ (ソルビアーテ, カーニョ)
- ウッジャーテ・コン・ロナーゴ
- ヴァルモレーア

### 地震分類
イタリアの地震リスク階級 (it) では、4 に分類される
。